# Ольвега
Ольвега (ісп. Ólvega) — муніципалітет в Іспанії, у складі автономної спільноти Кастилія-і-Леон, у провінції Сорія. Населення — 3798 осіб (2010).
Муніципалітет розташований на відстані близько 210 км на північний схід від Мадрида, 39 км на схід від Сорії.
На території муніципалітету розташовані такі населені пункти: (дані про населення за 2010 рік)
- Муро: 157 осіб
- Ольвега: 3641 особа

## Демографія
Динаміка населення (INE ):

## Галерея зображень

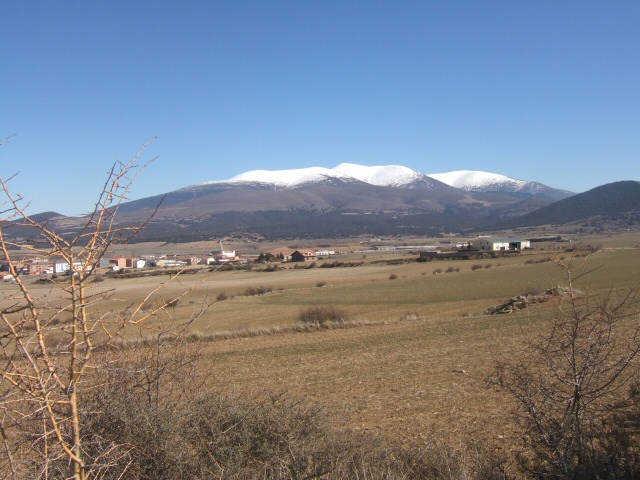
Ольвега, на задньому плані - Монкайо
Розташування муніципалітету Ольвега